# Залелиевский сельский совет
Залелиевский сельский совет (укр. Залеліївська сільська рада) — входит в состав Царичанского района Днепропетровской области Украины.
Административный центр сельского совета находится в с. Залелия.

## Населённые пункты совета
- с. Залелия
- с. Андреевка
- с. Лозоватка
- с. Нетёсовка
- с. Помазановка